# Pergalumna elongata
Pergalumna elongata är en kvalsterart som beskrevs av Engelbrecht 1972. Pergalumna elongata ingår i släktet Pergalumna och familjen Galumnidae. Inga underarter finns listade i Catalogue of Life.